# Hells Angels au Canada
 (novembre 2023).
La mise en forme du texte ne suit pas les recommandations de Wikipédia : il faut le « wikifier ».
Les points d'amélioration suivants sont les cas les plus fréquents. Le détail des points à revoir est peut-être précisé sur la page de discussion.
- Les titres sont pré-formatés par le logiciel. Ils ne sont ni en capitales, ni en gras.
- Le texte ne doit pas être écrit en capitales (les noms de famille non plus), ni en gras, ni en italique, ni en « petit »…
- Le gras n'est utilisé que pour surligner le titre de l'article dans l'introduction, une seule fois.
- L'italique est rarement utilisé : mots en langue étrangère, titres d'œuvres, noms de bateaux, etc.
- Les citations ne sont pas en italique mais en corps de texte normal. Elles sont entourées par des guillemets français : « et ».
- Les listes à puces sont à éviter, des paragraphes rédigés étant largement préférés. Les tableaux sont à réserver à la présentation de données structurées (résultats, etc.).
- Les appels de note de bas de page (petits chiffres en exposant, introduits par l'outil «  Source ») sont à placer entre la fin de phrase et le point final[comme ça].
- Les liens internes (vers d'autres articles de Wikipédia) sont à choisir avec parcimonie. Créez des liens vers des articles approfondissant le sujet. Les termes génériques sans rapport avec le sujet sont à éviter, ainsi que les répétitions de liens vers un même terme.
- Les liens externes sont à placer uniquement dans une section « Liens externes », à la fin de l'article. Ces liens sont à choisir avec parcimonie suivant les règles définies. Si un lien sert de source à l'article, son insertion dans le texte est à faire par les notes de bas de page.
- La présentation des références doit suivre les conventions bibliographiques. Il est recommandé d'utiliser les modèles {{Ouvrage}}, {{Chapitre}}, {{Article}}, {{Lien web}} et/ou {{Bibliographie}}. Le mode d'édition visuel peut mettre en forme automatiquement les références.
- Insérer une infobox (cadre d'informations à droite) n'est pas obligatoire pour parachever la mise en page.

Pour une aide détaillée, merci de consulter Aide:Wikification.
Si vous pensez que ces points ont été résolus, vous pouvez retirer ce bandeau et améliorer la mise en forme d'un autre article.
Le Hells Angels Motorcycle Club, un gang international de motards hors-la-loi, a été impliqué dans de nombreux crimes, crimes présumés et incidents violents au Canada. Le Service canadien de renseignements criminels (CISC) a désigné les Hells Angels comme un gang de motards hors-la-loi. Les Hells Angels MC ont été associés au trafic et à la production de drogue, ainsi qu'à de nombreux crimes violents, y compris le meurtre, au Canada.

## Arrière-plan
Selon CBC News, les Hells Angels comptent trente-quatre sections en activité au Canada, comptant 1 260 membres à part entière (patchés). Selon cet article, les Hells Angels comptaient à cette époque quinze sections en Ontario, huit en Colombie-Britannique, cinq au Québec, trois en Alberta, deux en Saskatchewan et une au Manitoba.
Dans un discours à la Chambre des communes, le député du Bloc québécois Réal Ménard ( Hochelaga ) a déclaré qu'il y avait trente-huit sections de l'HAMC à travers le Canada au milieu des années 1990. Le journal Vancouver Sun rapporte que le Canada compte plus de membres des Hells Angels par habitant que tout autre pays, y compris les États-Unis, où il existe des sections dans une vingtaine d'États. Les Hells Angels canadiens se sont associés au cartel de Medellín, à la famille criminelle Rizzuto, au cartel de Sinaloa et au West End Gang dans des opérations criminelles. De plus, le club a également formé des alliances avec divers gangs de rue, dont les Independent Soldiers, les Red Scorpions, les Nations unies  et le White Boy Posse, et des gangs de motards plus petits, tels que Bacchus, les Gardiens des Portes  et les Diables Rouges.
Les Hells Angels ont établi leurs premières sections canadiennes dans la province de Québec dans les années soixante-dix. Le 5 décembre 1977, la première section canadienne est fondée à Montréal lorsqu'un club appelé les Popeyes dirigé par Yves Buteau est « réparé ». En septembre 1979, de nouvelles sections des Angels sont établies à Laval et à Sherbrooke. Dans l'Ouest canadien, en 1983, un club de Vancouver connu sous le nom de Satan's Angels a été remanié pour former le premier chapitre de la Colombie-Britannique. En décembre 1984, le club de motards de la 13e tribu d'Halifax, en Nouvelle-Écosse, dirigé par David « Wolf » Carroll, a été « réparé » pour devenir le premier chapitre des Hells Angels du Canada atlantique. Les Outlaws et plusieurs clubs indépendants affiliés tels que Satan's Choice et Para-Dice Riders ont réussi à empêcher les Angels d'occuper une position dominante en Ontario, la province la plus peuplée du Canada jusqu'en 2000. Dans les Prairies, les Grim Reapers de l'Alberta, Los Bravos au Manitoba et plusieurs autres clubs indépendants des Prairies ont formé une alliance lâche qui a empêché les Hells Angels d'assumer la domination dans les provinces des Prairies jusqu'à la fin des années 1990. En 1997, le club des Grim Reapers de Calgary, en Alberta, a été réparé et en 1998, les Rebels de Saskatoon, en Saskatchewan, les ont rejoints. À la fin de l'année 2000, sous la direction de Walter « Nurget » Stadnick, et après que le plus grand remaniement de l'histoire du Canada se soit produit à Montréal avec la majorité des clubs de motards de l'Ontario « remaniés » le 29 décembre 2000, les Hells Angels étaient devenus le club dominant non seulement en Colombie-Britannique et au Québec, mais partout au Canada, avec des chapitres dans au moins sept des dix provinces et des affiliés dans au moins deux des trois territoires. Le 12 janvier 2002, lors d'une convention des Hells Angels à Toronto, le maire de Toronto, Mel Lastman, a été photographié en train de serrer la main d'un ange, Tony Biancaflora, et a déclaré aux médias que les anges étaient « fantastiques » pour avoir apporté tant de choses. "affaires" à Toronto, en disant: « Vous savez, c'est juste une gentille bande de gars ». Josée-Anne Desrochers, la mère de Daniel Desrochers, 11 ans, tué par un attentat à la bombe Angel en 1995, a déclaré : « Je trouve cela dégradant. Le gouvernement est-il avec nous ou est-ce que ce sont les motards qui sont avec le gouvernement ? » En 2006, les Bandidos, les seuls rivaux possibles des Hells Angels au Canada, se sont autodétruits lors du massacre de Shedden, laissant les Angels comme le seul club national de motards hors-la-loi au Canada. Un officier de la Police provinciale de l'Ontario a déclaré qu'après le massacre de Shedden : « Les Hells Angels étaient dans une voie facile. Ils avaient le monopole à travers le Canada. »

## Par province

### Colombie britannique
Les trois premiers chapitres du HAMC de Colombie-Britannique, à Nanaimo, Vancouver et White Rock, ont été fondés le 23 juillet 1983 après une fusion du club Satan's Angels. Un quatrième chapitre, à East Vancouver, a été créé plus tard cette année-là et est devenu le principal chapitre des Hells Angels dans la province. Selon un rapport conjoint de la Gendarmerie royale du Canada (GRC) et de la Drug Enforcement Administration (DEA) des États-Unis, le club contrôlait « toutes les activités des gangs de motards hors-la-loi en Colombie-Britannique » au milieu des années 1980. Les Hells Angels se sont depuis étendus à dix chapitres et comptent plus d'une centaine de membres dans la province. Les Hells Angels contrôlent le commerce de la méthamphétamine en Colombie-Britannique.
Le 6 avril 1988, David Ernest "Screwy" Swartz, membre "full patch" de la section East End des Hells Angels de Vancouver, a été tué par balle avec un fusil par son amie Lynn Neil Eddington, qui s'est ensuite suicidée avec la même arme. . Les hommes avaient beaucoup bu lors d'une fête dans une maison du 15771 96th Avenue à Surrey lorsqu'ils ont commencé à se battre. Eddington est ensuite parti et est revenu avec le fusil avant de commettre le meurtre-suicide. Selon la mère de Lynn Neil, Jeanne Eddington, son fils était découragé après s'être séparé de sa femme Cindy "et il cherchait une fête" le soir de sa mort. Dans une interview avec Carol Volkart du Vancouver Sun, Jeanne a déclaré qu'elle croyait que son fils s'était suicidé après avoir tiré sur Swartz parce qu'il craignait que les Hells Angels ne vengeaient sa mort et qu'il ne voulait pas que sa famille devienne la cible de représailles. Elle a déclaré: "Il s'agissait d'une dispute entre deux jeunes hommes qui avaient bu. Ce n'était pas un meurtre des Hells Angels; ce n'était pas un meurtre lié à un gang". Peu de temps avant le début des funérailles d'Eddington, le 10 avril 1988, trois Hells Angels sont entrés dans la chapelle du Valley View Funeral Home et ont commencé à cracher sur son cercueil. Les membres de la famille d'Eddington ont été prévenus : "Nous n'en avons pas encore fini avec vous". Le lendemain, un message a été laissé sur le répondeur de Jeanne Eddington menaçant : "Ce salaud de Neil a tué l'un de nous et vous êtes les prochains". Jeanne Eddington a signalé la menace à la GRC de Surrey, mais n'a pas demandé la protection de la police. Le chapitre East End a depuis organisé le "Screwy ride" annuel à la mémoire de Swartz. Son fils est également devenu membre du club.
En juillet 2003, Michael Plante a proposé de donner des informations à la police et est devenu l'agent de police autour duquel s'est déroulée une grande partie de l'enquête E-Pandora. Des accusations découlent du projet E-Pandora, une enquête policière approfondie, sur les activités criminelles présumées de la charte East End des Hells Angels. Les preuves dans cette affaire comprenaient des communications privées interceptées, notamment des enregistrements téléphoniques et audio, une surveillance physique et des témoignages d'experts. L'affaire serait finalement surnommée le procès R. c. Giles et verrait trois individus accusés comparaître devant la Cour suprême de la Colombie-Britannique (SCBC). 72 comparutions s'étendraient du 14 mai 2007 au 20 février 2008 et, sur ordonnance de Madame la juge Anne MacKenzie, incluraient une interdiction de publication sur les procès connexes.
Entre fin 2004 et 2005, l'aboutissement des enquêtes sur les actions du club de motards a conduit à des accusations contre 18 personnes, dont des membres des Hells Angels et d'autres associés du gang.
Le 27 mars 2008, le juge MacKenzie du SCBC a statué contre les procureurs qui avaient tenté de condamner un membre des Hells Angels pour possession au profit d'une organisation criminelle. Même si deux associés des Hells Angels, David Roger Revell et Richard Andrew Rempel, ont été reconnus coupables de possession en vue d'en faire le trafic, le juge MacKenzie a conclu qu'avec l'acquittement du seul membre des Hells Angels jugé, David Francis Giles, pour une accusation de possession de cocaïne en vue d'en faire le trafic, une deuxième accusation portée contre lui (chef d'accusation deux) de possession de cocaïne au profit d'une organisation criminelle a également dû échouer. En résumé, Revell et Rempel ont été reconnus coupables, mais Giles a été déclaré non coupable des deux chefs d'accusation. De plus, Revell et Rempel ont été déclarés non coupables de l'accusation de possession de cocaïne en vue d'en faire le trafic.
Dans son acquittement de Giles, la juge MacKenzie a déclaré qu'elle avait estimé que les preuves contre lui étaient « faibles » et que les communications interceptées étaient « peu fiables » parce qu'elles étaient difficiles à entendre. Elle a en outre déclaré que les procureurs de la Couronne n'avaient pas réussi à démontrer hors de tout doute raisonnable que le groupe travaillait « au profit, sous la direction ou en association avec une organisation criminelle, à savoir : la charte East End des Hells Angels ».
Projet Halo, une enquête de trois ans menée par l'Équipe mixte d'enquête spéciale de la GRC sur des activités criminelles présumées au sein de la section de Nanaimo. L'enquête a abouti à l'exécution du mandat de perquisition le 12 décembre 2003. Le 9 novembre 2007, une ordonnance de saisie a été exécutée, en vertu de l'article 467.12(1) du Code criminel, sur le club-house par des dizaines d'agents de la GRC lourdement armés.[80]
David Giles, membre fondateur et ancien vice-président de la section de Kelowna des Hells Angels, a été condamné à dix-huit ans de prison par la Cour suprême le 31 mars 2017 après avoir été reconnu coupable de complot en vue d'importer de la cocaïne, de complot en vue de trafic et de possession. à des fins de trafic. Le 25 août 2012, lui et sept autres personnes ont été arrêtés après avoir négocié un trafic de drogue avec des agents infiltrés de la GRC se faisant passer pour des barons de la drogue sud-américains. Il a versé un acompte de 4 millions de dollars pour la livraison de ce qui était censé être 200 kilogrammes de cocaïne à un entrepôt de Burnaby. La peine de Giles était la plus longue peine d'emprisonnement jamais infligée à un membre des Hells Angels en Colombie-Britannique. Giles, originaire de l'est du Canada et ayant noué une relation étroite avec Maurice « Mom » Boucher, est décédé dans un hôpital d'Abbotsford le 1er juillet 2017, à l'âge de 67 ans

### Manitoba
En août 1996, trois hommes ont été abattus dans une maison de West Kildonan, à Winnipeg, dans le cadre d'une querelle pour le contrôle des trafics de drogue et de prostitution entre des membres des Manitoba Warriors et des associés des Hells Angels. Deux hommes ont été reconnus coupables de meurtre au premier degré et condamnés à la prison à vie sans possibilité de libération conditionnelle avant vingt-cinq ans. Un troisième accusé a été acquitté. L'expansion des Hells Angels au Manitoba a commencé par une relation avec Los Bravos, un club de motocyclistes local. En 2000, Los Bravos ont été « réparés », devenant ainsi un chapitre à part entière de HAMC.
Le 15 février 2006, le Groupe de travail intégré sur le crime organisé du Manitoba, ainsi que plus de 150 policiers de la GRC, du Service de police de Winnipeg et du Service de police de Brandon, ont procédé à de nombreuses arrestations et mené des perquisitions dans le cadre de l'enquête sur le Projet Défense. Treize personnes ont été inculpées de diverses accusations, notamment trafic de drogue, extorsion, produits du crime et infractions liées au crime organisé.
Le Projet Défense a été lancé en novembre 2004 et ciblait des membres de haut niveau des cellules de trafic de drogue dans la province du Manitoba, y compris des membres des Hells Angels du Manitoba. Au cours de l'enquête, la police a effectué de nombreuses saisies totalisant plus de sept kilogrammes de cocaïne et trois kilogrammes de méthamphétamine auprès de trafiquants de drogue au sein de l'organisation des Hells Angels du Manitoba et d'autres cellules de trafic de drogue. Des mandats d'arrêt ont été émis contre treize personnes et 12 mandats de perquisition ont été autorisés pour des lieux à Winnipeg et dans la région.
Cette enquête secrète à long terme a été lancée par le Groupe de travail intégré sur le crime organisé du Manitoba, qui a été créé au printemps 2004 lorsqu'un accord a été signé entre le service de police de Winnipeg, la GRC, le service de police de Brandon et la province du Manitoba. Le mandat du groupe de travail était de perturber et de démanteler le crime organisé dans la province du Manitoba.
Le 12 décembre 2007, le projet Drill a pris fin, la police de Winnipeg ayant effectué une descente dans le club-house des Hells Angels sur la rue Scotia. Le projet Drill a débuté la veille au soir avec des arrestations à Thompson et s'est poursuivi toute la nuit et tôt le matin à Winnipeg et à Saint-Pierre-Jolys. Au cours du projet Drill, la police a saisi des véhicules, environ 70 000 $ en espèces, des armes à feu, de la marijuana, des documents/biens liés au Hells Angel et d'autres biens liés à l'infraction. Au 12 décembre, 14 personnes étaient en détention et quatre étaient toujours recherchées.
La police a déclaré que c'était la deuxième fois que le président de la section était la cible d'une opération policière depuis que le gang s'est installé dans la ville en 2001. Al LeBras, membre potentiel des Hells Angels, a également été arrêté à son domicile de Barber Street lors des perquisitions de mercredi.
La Loi modifiée sur la confiscation des biens criminels donne à la province le pouvoir de saisir les produits de la criminalité. La police a exercé une autorité similaire contre des membres des Hells Angels dans d'autres villes canadiennes,.
Le 2 décembre 2009, le projet Divide a culminé avec 26 arrestations et 8 mandats d'arrêt toujours en cours après une enquête d'un an. L'enquête et les arrestations visaient le trafic de drogue présumé et les activités connexes du Zig Zag Crew – un club de marionnettes de la section des Hells Angels de Winnipeg.
D'autres enquêtes conjointes comprennent :
- Project Develop[28], une enquête conjointe de 18 mois avec l'Ontario, le Nouveau-Brunswick et la Colombie-Britannique.
- En janvier 2006, le Projet Husky[29], une enquête de deux ans impliquant les forces policières de l'Ontario, du Québec et de l'Alberta, a abouti à l'arrestation de vingt-sept suspects[30], dont cinq Angels complets de tout l'est et du centre du Canada.
- Projet Koker[31], enquête de 23 mois à Edmonton et Calgary
- Projet Halo[32], une enquête de trois ans menée par l'Équipe mixte d'enquête spéciale de la GRC sur des activités criminelles présumées au sein de la section de Nanaimo. L'enquête a abouti à l'exécution du mandat de perquisition le 12 décembre 2003. Le 9 novembre 2007, une ordonnance de saisie a été exécutée, en vertu du paragraphe 467.12(1) du Code criminel, contre le club-house par des dizaines d'agents de la GRC lourdement armés[33].

### Nouvelle-Écosse
Le club de motards de la 13e tribu d'Halifax, dirigé par David « Wolf » Carroll, a été « réparé » pour devenir le premier chapitre des Hells Angels au Canada atlantique le 5 décembre 1984. Selon la Gendarmerie royale du Canada (GRC) et la Drug Enforcement Administration (DEA) des États-Unis, la HAMC considérait le port d'Halifax comme un point d'entrée essentiel pour les expéditions de cocaïne en provenance de Floride et d'Amérique du Sud, et la fusion des Hells Angels du 13e Tribe a permis au club de « consolider le contrôle du trafic de drogue sur la côte Est du Canada ».
Le 6 août 1993, quatre membres des Hells Angels à bord du Fortune Endeavour ont largué une cargaison de 750 kilogrammes de cocaïne au large de Sheet Harbour après que le navire ait subi une panne mécanique, ne laissant à l'équipage du navire d'autre choix que d'accepter un remorquage d'un garde-côte canadien. navire. Le lot de drogue, stocké dans des sachets étanches cachés dans neuf conduites d'égout en fonte, avait été transféré au Fortune Endeavour après avoir rencontré dans les eaux internationales un navire qui avait quitté le Venezuela. Dans le cadre d'un complot organisé par les sections des Hells Angels de Montréal et de Québec, ainsi que par la famille criminelle Rizzuto, la cocaïne devait être déversée dans le fleuve Saint-Laurent au large de l'île d'Anticosti et récupérée plus tard par le chalutier Annick C II avec le utilisation du sonar et assistance d'une équipe de plongeurs. Le 25 août 1993, la GRC a effectué des descentes dans 39 endroits en Nouvelle-Écosse, au Québec, au Nouveau-Brunswick et à Terre-Neuve-et-Labrador, arrêtant dix-neuf personnes en lien avec l'expédition de stupéfiants. Quatre chalutiers, un hors-bord et un yacht ont également été saisis. La cocaïne submergée a été récupérée par le submersible Pisces IV de la Marine canadienne et le navire de soutien à la plongée NCSM Cormorant le 14 novembre 1994. Plusieurs Hells Angels, ainsi que Raynald Desjardins, associé de la famille Rizzuto, ont finalement été reconnus coupables dans cette affaire.
À la suite de tensions entre les Hells Angels et le trafiquant de crack Sean Simmons remontant au milieu des années 1990, le « patch complet » des Hells Angel Neil Smith a ordonné le meurtre de Simmons, qui aurait également eu une liaison avec la petite amie de Smith. En échange de la réduction d'une dette de drogue envers Smith, deux de ses partenaires dans son entreprise de trafic de drogue, Paul Derry et Wayne James, ont accepté de commettre le meurtre. Un autre homme, Steven Gareau, a été chargé de localiser Simmons. Le 3 octobre 2000, James, Gareau, le neveu de James, Dean Kelsie, et l'épouse de Derry, Tina Potts, se sont rendus à l'immeuble de Simmons à Dartmouth. Kelsie a ensuite abattu Simmons dans le hall du bâtiment. Kelsie a été reconnue coupable de meurtre au premier degré et de complot en vue de commettre un meurtre en 2003, et condamnée à la prison à vie sans possibilité de libération conditionnelle avant au moins 25 ans. La Cour d'appel de la Nouvelle-Écosse a annulé la condamnation en 2018 et un nouveau procès a été ordonné. En mars 2019, la Cour suprême du Canada a statué qu'un nouveau procès n'était pas nécessaire, a confirmé la condamnation de Kelsie pour complot et a réduit la condamnation pour meurtre au premier degré à l'accusation moindre de meurtre au deuxième degré.
Michael McCrea, président de la section des Hells Angels d'Halifax, a été secrétaire mondial des Angels jusqu'en 2003, chargé de maintenir à jour les listes de membres exactes pour toutes les sections des Hells Angels dans le monde entier. McCrea était le seul Canadien membre de l'exécutif mondial des Hells Angels et visitait fréquemment d'autres sections des Hells Angels à travers le monde. La police régionale d'Halifax et la Gendarmerie royale du Canada, dans le cadre d'une opération conjointe, ont recruté un petit trafiquant de drogue connu uniquement sous le nom de « Bill » en raison d'un tribunal pour travailler comme informateur. « Bill » a vu les Hells Angels assassiner un autre trafiquant de drogue et, en 2006, il a déclaré aux journalistes Julian Sher et William Marsden : « Soit je les tuerais, soit je serais tué ». Le travail d'infiltration de « Bill » a conduit à la condamnation des trois Angels « full patch » de la section d'Halifax pour des accusations liées à la drogue. Paul Derry, un trafiquant de drogue, a aidé les Angels à assassiner un employé du port d'Halifax et a accepté de retourner les preuves de la Couronne face à des accusations de meurtre au premier degré. Derry a déclaré à Sher et Marsden : « Aux yeux du public, je sors de cette situation comme un tueur à gages qui a échappé à un meurtre. J'ai apaisé ma culpabilité en dénonçant tout le monde. Mais vous devez y faire face. : moi, je vais en prison à vie ou eux". Derry n'a purgé aucune peine de prison et vit actuellement caché sous un pseudonyme. Le témoignage de Derry a conduit à la condamnation d'un membre « à part entière » de la section d'Halifax ainsi que de plusieurs « prospects » et « traîneurs ». Les règles des Hells Angels exigent qu'un chapitre compte au moins six membres à tout moment, sous peine de perdre sa charte. Comme la section d'Halifax comptait quatre chapitres à la suite des condamnations, Sonny Barger a révoqué la charte de la section d'Halifax en 2003, qui a cessé d'exister. McCrea a été contraint de rendre son gilet de motard portant l'écusson des Hells Angels à la suite de la révocation du chapitre d'Halifax.

### Terre-Neuve
Le 11 octobre 2007, la Royal Newfoundland Constabulary a arrêté 12 personnes en lien avec un réseau de drogue lié aux Hells Angels à St. John's et dirigé par Patrick Champoux de la section montréalaise des Hells Angels. La police croyait que le gang Champoux importait environ 1 million de dollars de cocaïne à Terre-Neuve par mois et qu'il était le plus gros trafiquant de drogue de la province. Champoux a été arrêté en mai 2008 à Québec. En août 2009, Champoux a été condamné à cinq ans de prison.

### Ontario
Dans la région du Grand Toronto, la cocaïne vendue par les Hells Angels serait pure à 85 % - 90 % en raison de la concurrence de la mafia et des gangs asiatiques. Dans le nord de l'Ontario, où les Hells Angels n'ont pas de rivaux, la cocaïne est diluée à environ 25 %, ce qui rapporte ainsi un profit plus important. Don Bell, de l'unité de lutte contre les motards de la Police provinciale de l'Ontario, a déclaré aux journalistes William Marsden et Julian Sher en 2006 : « Dans le nord, l'HA contrôle plus ou moins le marché. C'est de la coke rouge et blanche ou pas de coke. Dans le Nord ils sont le jeu ».
Le chapitre des Hells Angels à London, en Ontario, était dominé par deux frères, John et Jimmy Coates. John Coates était un homme de grande stature, mesurant 6 pieds 7 pouces et pesant 300 livres, et travaillait pour la section des Angels de Sherbrooke, tandis que son jeune frère Jimmy, bien que pas aussi grand que son frère aîné, était décrit comme un individu très intimidan. En juillet 2001, Gerry Smith, propriétaire d'un concessionnaire automobile à Londres, a été menacé par un membre des Hells Angels, Douglas « Plug » Johnson, qui lui a dit qu'il devait payer immédiatement 70 000 $ aux Angels. La semaine suivante, Jimmy Coates, alors président de la section londonienne des Angels, est arrivé pour le dire à Smith et l'a menacé verbalement en disant : « Nous savons où vous habitez. Nous savons que vous avez une femme. Nous savons que vous avez une fille. ". Smith a informé la police de la menace. Une semaine plus tard, Coates, Johnson et un autre ange, Thomas Walinshaw, ont frappé à la porte de la maison de Johnson pour lui dire de payer les 70 000 $, Walinshaw affirmant qu'il "ne voulait voir personne se blesser". Finalement, après que Smith ait payé les 70 000 $, la police a arrêté les trois hommes pour extorsion. Lors de leur procès, les trois hommes ont soutenu qu'ils n'avaient pas d'armes, mais la procureure de la Couronne, Elizabeth Maguire, a soutenu que le simple fait que les hommes portaient des vestes avec les écussons des Hells Angels lorsqu'ils se sont rendus chez Smith constituait en soi une menace, en disant : "L'arme était placée sur la tête de M. Smith, sur la tête de sa femme et sur la tête de sa fille, les Hells Angels". Les trois hommes ont plaidé coupables à des accusations moins graves. Le 7 janvier 2002, quatre membres des Jackals, le club de marionnettes des Angels à Londres, sont arrivés chez Thomas Huges, président de la section londonienne des Outlaws, au 434 Egerton. Hughes et un autre hors-la-loi, Marcus Cornelisse, ont ouvert le feu, provoquant une fusillade qu'un chacal, Eric Davignon, a tiré dans l'estomac. La fusillade s'est terminée avec la fuite des Jackels dans leur voiture alors que Hughes et Cornelisse couraient dans la rue en leur tirant dessus.
En avril 2003, la Police provinciale de l'Ontario a lancé le projet Shirlea à l'aide d'informations recueillies par une serveuse devenue informatrice. La Police provinciale de l'Ontario a arrêté 14 Hells Angels des sections du centre-ville de Toronto, de l'Est de Toronto, du Nord de Toronto, du comté de Simcoe et de Keswick en ce qui concerne la « connexion avec le Québec », comme on appelait la route de contrebande depuis Montréal. La Police provinciale de l'Ontario a allégué que le bar sordide Country Behops, à Toronto, était le point de vente de cocaïne et de médicaments d'ordonnance. Cependant, la Couronne n'a désigné que deux procureurs de la Couronne pour poursuivre le projet Shirlea, contre les 86 avocats de la défense embauchés par les Angels, ce qui a tellement submergé les procureurs de la Couronne que les chargeurs du projet Shirlea ont été soit abandonnés, soit réduits à la suite de négociations de plaidoyer. L'Ange le plus ancien était Thomas Craig, le secrétaire de la section du centre-ville de Toronto, qui a été condamné à six ans de prison. En septembre 2004, deux Angels, Steven « Tiger » Lindsay et Raymond Bonner, ont été reconnus coupables d'avoir extorqué 75 000 $ à un revendeur de satellites sur le marché noir de Barrie. Les deux anges étaient arrivés chez l'homme portant leurs écussons tandis qu'un micro de la police enregistrait Lindsay disant de payer l'argent ou bien de traiter avec "cinq autres gars qui baisent le même genre d'enfoiré que moi". La juge Micelle Fuerst a également déclaré coupables les deux hommes de gangstérisme, déclarant : « ... ils se sont présentés non pas comme des individus, mais comme des membres d'un groupe réputé pour sa violence et son intimidation. Ils ont délibérément invoqué leur appartenance au HAMC dans le but d'inspirer peur chez la victime. Ils ont commis des extorsions avec l'intention de le faire en association avec une organisation criminelle, le HAMC à laquelle ils appartenaient".
En septembre 2006, après une enquête de 18 mois menée par de nombreux organismes d'application de la loi et baptisée « Projet Tandem », 500 agents et 21 équipes tactiques ont perquisitionné des propriétés liées aux sections des Hells Angels en Ontario. Au moins 27 membres ont été arrêtés, dont 15 membres des Hells Angels. Les biens saisis valaient plus de 1 millions de dollars et comprenait 470 000 $ en espèces, 300 000 $ en véhicules et 140 000 $ en motos. Lors des perquisitions, des drogues telles que de la cocaïne et de l'ecstasy ont été saisies ; la valeur marchande totale des drogues saisies s'élevait à plus de 3 millions de dollars,,. Le projet Tandem a été rendu possible grâce au recrutement de Steven Gault, le trésorier de la section d'Oshawa des Angels, pour servir d'informateur, qui aurait été le premier Hells Angel canadien à porter un micro pour la police et qui a servi en tant que témoin vedette de la Couronne lors des procès ultérieurs.
En avril 2007, après une autre enquête de 18 mois, baptisée celle-ci « Project Develop », 32 Club Houses ont été perquisitionnés en Ontario, au Nouveau-Brunswick et en Colombie-Britannique. Le clubhouse des Hells Angels, situé au 498 Eastern Avenue à Toronto, a été perquisitionné par l'Unité de lutte contre les motards de la Police provinciale de l'Ontario (OPP) et par des membres du service de police de Toronto le 4 avril 2007. Au moins 15 membres des Hells Angels ont été arrêtés et accusés. pour des infractions liées à la drogue et aux armes lors du raid sur Eastern Avenue Clubhouse,,. Selon la police, Project Develop a saisi quelque 500 litres de GHB d'une valeur estimée à 996 000 $, neuf kilogrammes de cocaïne, deux kilogrammes de haschisch, ainsi que des pilules d'oxycodone et de Viagra. La police a également saisi 21 000 $ en espèces. Project Develop a également saisi 67 fusils, cinq armes de poing, trois paires de coups de poing américains et une matraque de police. Le projet Develop a été rendu possible grâce au recrutement de David Atwell, le sergent d'armes de l'une des sections torontoises des Angels, pour servir d'informateur.
Le 21 mai 2011, cinq des accusés arrêtés dans le cadre du projet Develop ont été reconnus coupables par un jury de diverses infractions liées aux drogues, notamment trafic de cocaïne et d'oxycodone, participation à un complot en vue de faire le trafic de GHB et possession de GHB en vue d'en faire le trafic. L'un des accusés a été reconnu coupable de possession d'une arme à feu à autorisation restreinte sans permis. Cependant, un accusé, représenté par l'avocat de la défense Lenny Hochberg, a été acquitté de deux chefs d'accusation de trafic d'armes de poing et de possession de coups de poing américains et un autre accusé, Larry Pooler, vice-président de la section de Toronto qui se représentait lui-même, a été acquitté de deux chefs d'accusation de possession d'armes à feu sans restriction. sans permis, deux chefs de trafic d'oxycodone et un chef de participation à un complot en vue de faire le trafic de GHB. En outre, tous les accusés ont été acquittés de toutes les accusations d'agir en association avec ou au profit d'une organisation criminelle,,.

### Québec

#### Arrière-plan
La crise économique des années 1920 au Québec a poussé une grande partie de la population urbaine de la province à se diriger vers les communautés rurales afin de cultiver des terres pour subvenir à leurs besoins et à ceux de leurs familles. Les enfants des colons, comme beaucoup de jeunes de cette époque, étaient rebelles et rejetaient les valeurs de leurs parents. Les Québécois se souviennent de la période de 1936 à 1960 comme de la Grande Noirceur (« Grande Ténèbres »), lorsque le Québec était en grande partie dirigé par le parti ultra-conservateur de l'Union nationale qui imposait les valeurs catholiques traditionnelles d'une manière maintenant considérée comme oppressive. Avec les élections provinciales de 1960 qui ont abouti à la défaite de l' Union nationale par les libéraux du Québec, considérées comme le début de la Révolution tranquille qui a vu le Québec passer en une décennie d'une société très conservatrice à une société très libérale. Dans le cadre de la réaction contre les valeurs catholiques « médiévales » de la Grande Noirceur, une culture hédoniste a vu l'émergence au Québec, la belle province ayant, par exemple, un taux de consommation de drogues et de naissances illégitimes nettement plus élevé que le Canada anglais. Dans le cadre de la même réaction contre le conformisme « étouffant » de la Grande Noirceur, les clubs de motards hors-la-loi sont devenus extrêmement populaires au Québec dans les années 1960, alors que de nombreux jeunes Canadiens français voyaient dans la culture des motards hors- la-loi un moyen d'exprimer leur rébellion et leur machisme. en 1968, le Québec comptait 350 clubs de motards hors-la-loi.
Dans les années 1960, les clubs de motards hors-la-loi québécois incorporaient bon nombre des mêmes caractéristiques que les clubs de motards américains. L'un des résultats de la présence d'un si grand nombre de clubs de motards hors-la-loi dans la même province a été une compétition particulièrement brutale pour le contrôle des rackets du crime organisé au Québec. Le journaliste policier James Dubro a déclaré à propos de la sous-culture distinctive des motards hors-la-loi au Québec : « Il y a toujours eu plus de violence au Québec. Dans le monde des motards, on l'appelle la Zone Rouge. Je me souviens d'un tueur à gages des Outlaws me disant qu'il avait peur à Montréal." L'expansion de ces groupes a prospéré au cours des années 1970, alors que quelques gangs populaires, notamment les Hells Angels et les Outlaws, ont connu une croissance de près de 45 % grâce à l'affiliation des groupes de motards québécois à leurs homologues américains.
Le 17 février 1978, Yves « Apache » Trudeau, le principal assassin des Hells Angels, tue un hors-la-loi devant un bar de Montréal. Dans la guerre de motards qui oppose les deux gangs, Trudeau a confirmé sa réputation de « tueur psychopathe » en tuant 18 des 23 hors-la-loi tués pendant le conflit. Le conflit prend fin en 1984 avec les Hells Angels comme principal gang de motards au Québec et les Outlaws comme premier gang en Ontario. En 1985, lors du massacre de Lennoxville, les Angels ont liquidé leur chapitre à Laval, ce qui a provoqué une grande désorganisation avec plusieurs de leurs dirigeants emprisonnés et le président national des Hells Angels Canada, Michel "Sky" Langois, s'est enfui au Maroc pour échapper à une arrestation. mandat pour meurtre au premier degré. À son apogée, la branche québécoise des Hells Angels comprenait divers clubs à travers le Québec qui abritaient de nombreux groupes fantoches du gang, qui menaient souvent les activités criminelles du gang. Chaque région du Québec avait son propre club de marionnettes: les Rockers à Montréal, les Rowdy Ones à Sorel, les Evil Ones à Drummondville, la Garde de Satan au Saguenay et les Jokers à St-Jean, qui incluent le fils de Maurice Boucher, Francis, en tant que membre à part entière.
Le trafiquant de drogue indépendant Jean-Claude « La Couette » Maltais a été abattu d'au moins cinq balles avec un pistolet 9 mm par deux suspects non identifiés circulant en motoneige alors qu'il quittait le centre commercial Faubourg Sagamie à Jonquière le 29 janvier 1993. Avant sa mort, Maltais avait refusé de capituler devant la section de Trois-Rivières des Hells Angels dirigée par Louis « Mélou » Roy et Richard « Crow » Émond, et il aurait envisagé de bombarder le club-house des Hells Angels de la rue Saint-Paul.
Les Hells Angels canadiens entretiennent des relations étroites avec les Hells Angels britanniques, et la section montréalaise a participé à l'expédition de cocaïne vers la section londonienne. En 1994, la section de Montréal a expédié 558 kilogrammes de cocaïne colombienne à la section de Londres et a recruté sans le savoir un agent infiltré de la Gendarmerie royale du Canada qui se faisait passer pour un homme d'affaires canadien sans scrupules vivant à Londres et qui a accepté de fournir les licences d'importation nécessaires pour permettre la vente de cocaïne. à expédier à Londres. Le 17 août 1994, un navire chargé de cocaïne quitte Barranquilla tandis que deux membres de la section montréalaise, Pierre Rodrique et David Rouleau, sont envoyés à Londres pour récupérer le paiement à l'arrivée du navire. Transmis par la GRC, Scotland Yard a arrêté Rodrique et Rouleau après qu'ils ont payé la cocaïne. Nick Clark du National Criminal Intelligence Service a déclaré : « Lorsque les salles ont été fouillées, ils ont trouvé des listes de contacts pour toutes les sections britanniques. Nous soupçonnions qu'ils allaient les utiliser pour un réseau de distribution ». Rodrique et Rouleau ont été reconnus coupables et condamnés à 14 ans de prison.

#### Guerre des motards au Québec
La guerre des motards québécois entre les Hells Angels et les Rock Machine a débuté en 1994 et s'est poursuivie jusqu'à la fin de 2002 et a coûté la vie à plus de 162 personnes, dont des passants innocents. Maurice (alias Mom) Boucher était le chef des sections du Québec et le commandant en second de la section Canadian Nomad, une section sans base géographique fixe. Le 13 septembre 2000, Michel Auger, correspondant criminel du Journal de Montréal, a reçu cinq balles dans le dos alors qu'il ouvrait le coffre de sa voiture dans le stationnement du Journal de Montréal et a failli être tué. Au lendemain de la tentative d'assassinat d'Auger, des journalistes ont manifesté à Montréal pour exiger que le gouvernement canadien adopte une loi de type RICO qui verrait les Hells Angels déclarés organisation criminelle. En octobre 2000, Francis Laforest, propriétaire d'un bar de la ville de Terrebonne, a refusé de permettre aux Rowdy Ones, un club fantoche des Hells Angels, de vendre de la drogue dans son bar. Alors que Laforest promenait son chien, il a été attaqué dans la rue en plein jour par trois hommes masqués qui l'ont battu à mort avec des battes de baseball. Menée par Auger, une manifestation a eu lieu à Montréal en l'honneur de Laforest. Auger a déclaré à propos des motards meurtriers hors-la-loi du Québec : « Ils croyaient qu'ils étaient au sommet du monde. Les criminels avaient bâti un système si sophistiqué qu'ils sont au-dessus des lois. ...Nous sommes le seul pays au monde où les gangs ont le champ libre". En mai 2002, Boucher a été condamné à perpétuité, sans possibilité de libération conditionnelle avant au moins 25 ans, après avoir été reconnu coupable de deux chefs de meurtre au premier degré pour le meurtre de deux gardiens de prison canadiens, pris dans une embuscade alors qu'ils rentraient chez eux.

#### Législation anti-gang, enquêtes
Le 15 avril 2009, l'opération SharQc a été menée par la Sûreté du Québec. Le premier groupe de travail spécialisé sur le crime organisé dans la province était composé de la GRC (Gendarmerie royale du Canada), de la Sûreté du Québec et de la Police de Montréal. Leur objectif était d'enquêter sur la section Nomad des Hells Angels dans les régions de Montréal et de Québec jusqu'à ce qu'elle soit démantelée deux ans plus tard pour faire place à un groupe de travail plus important à l'échelle de la province.
La menace des Hells Angels au Québec et au Canada a donné lieu à la première loi anti-gang dans la législation canadienne, le gouvernement canadien souhaitant s'appuyer sur le succès de la loi américaine anti-racket connue sous le nom de RICO. De plus, durant la période de création de la législation canadienne anti-gang, de nombreux Montréalais ont été victimes d'un volume élevé d'actes de violence qui menaçaient les civils.

#### Arrestations et acquittement
Le 15 avril 2009, l'opération SharQc a été menée par la Sûreté du Québec . Selon la police, il s'agissait à l'époque de la plus grande grève au HAMC de l'histoire du Canada et probablement de toute l'histoire du HAMC.[réf. nécessaire] Au total, 177 grèves ont été menées par la police, 123 membres ont été arrêtés, inculpés de meurtre au premier degré, tentative de meurtre, gangstérisme ou trafic de drogue. La police a saisi 5 $ millions en espèces, des dizaines de kilos de cocaïne, de marijuana et de haschich, ainsi que des milliers de pilules. L'opération devait conduire à la clôture de 22 meurtres non résolus. L'opération SharQc impliquait qu'un membre à part entière du gang devienne informateur, un événement très rare au Québec,. En octobre 2015, le juge James Brunton de la Cour supérieure du Québec a statué que le délai entre les arrestations de 2009 dans le cadre de l'opération SharQc et 2015 violait le droit à un procès rapide garanti par la Charte des droits et libertés et a rejeté toutes les accusations portées contre les Hell's Angels. arrêté dans le cadre de l'opération SharQc.

### Ouvrages cités
- Jerry Langton, Fallen Angel: The Unlikely Rise of Walter Stadnick and the Canadian Hells Angels, Toronto, John Wiley & Sons, 2006 (ISBN 9781443427258)
- Jerry Langton, Showdown: How the Outlaws, Hells Angels and Cops Fought for Control of the Streets', Toronto, John Wiley & Sons, 2010 (ISBN 047067878X)
- Jerry Langton, Cold War How Organized Crime Works in Canada and Why It's About to Get More Violent, Toronto, HarperColllins, 2015 (ISBN 978-1-4434-3255-9)
- Julian Sher et William Marsden, The Road To Hell How the Biker Gangs Are Conquering Canada, Toronto, Alfred Knopf, 2003 (ISBN 0-676-97598-4)
- Julian Sher et William Marsden, Angels of Death: Inside the Bikers' Empire of Crime, Toronto, Alfred Knopf Canada, 2006 (ISBN 9780307370327)
- Stephen Schneider, Iced: The Story of Organized Crime in Canada, Toronto, John Wiley & Sons, 2009 (ISBN 0470835001)